# Helmut Katzier

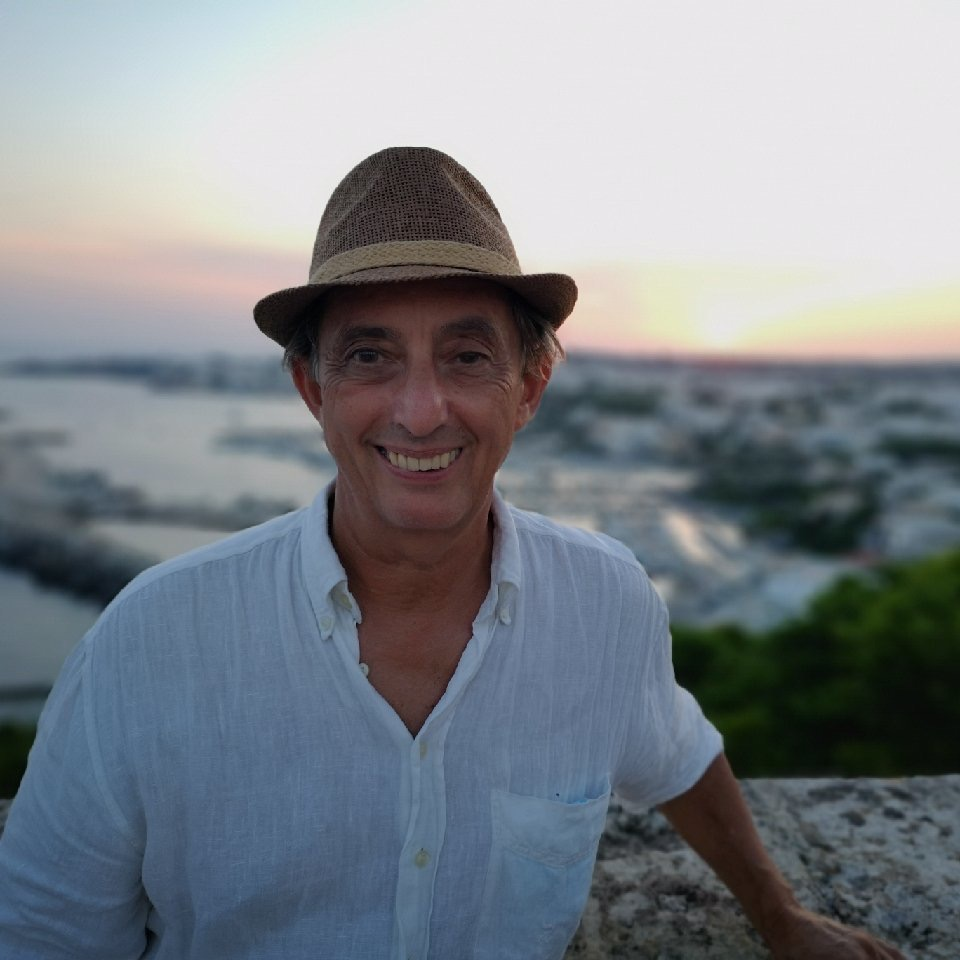
Helmut Katzier (2023)

Helmut Katzier (* 20. März 1954 in Gräfenhausen, Deutschland) ist ein Ingenieur, Autor und Berater, der in München, Deutschland, lebt. Er ist auf das Gebiet der Steckverbinder, des High-Speed-Designs von elektronischen Baugruppen und Systemen sowie der Entwicklung von Leiterplatten spezialisiert.

## Karriere und Leben
Helmut Katzier studierte Nachrichtentechnik an der Fachhochschule Hochschule Darmstadt und theoretische Elektrotechnik an der Technischen Universität Darmstadt. Anschließend arbeitete er fünf Jahre lang als wissenschaftlicher Mitarbeiter am Lehrstuhl für Theoretische Elektrotechnik. Am 7. Juli 1986 reichte er seine Dissertation mit dem Titel „Streuprobleme bei dielektrischen Leitungsstrukturen mit Verlusten“ ein. Nach seiner Promotion arbeitete Katzier bei der Siemens AG in der Abteilung für Öffentliche Netze und im Zentrallabor des Unternehmensbereichs Kommunikationssysteme. Sein Tätigkeitsbereich umfasste dabei die Entwicklung von Hochfrequenz- und Mikrowellenschaltungen, die Entwicklung und Verwendung elektrischer Steckverbinder und Leiterplatten. Er betreute zahlreiche Abschlussarbeiten. Im Bereich der Leiterplatten war er in Asien als Technologie-Auditor für Hersteller von Leiterplatten tätig. Er fokussierte sich weiterhin auf das Design von Übertragungskomponenten (Kabel, Leiterplatten, Chip-Gehäuse und Steckverbinder wie beispielsweise den RJ45) für schnelle digitale Schaltungen und die EMV-gerechte Entwicklung von Schaltungen und Geräten. Darüber hinaus organisierte er interne Schulungsseminare für Siemens-Mitarbeiter.

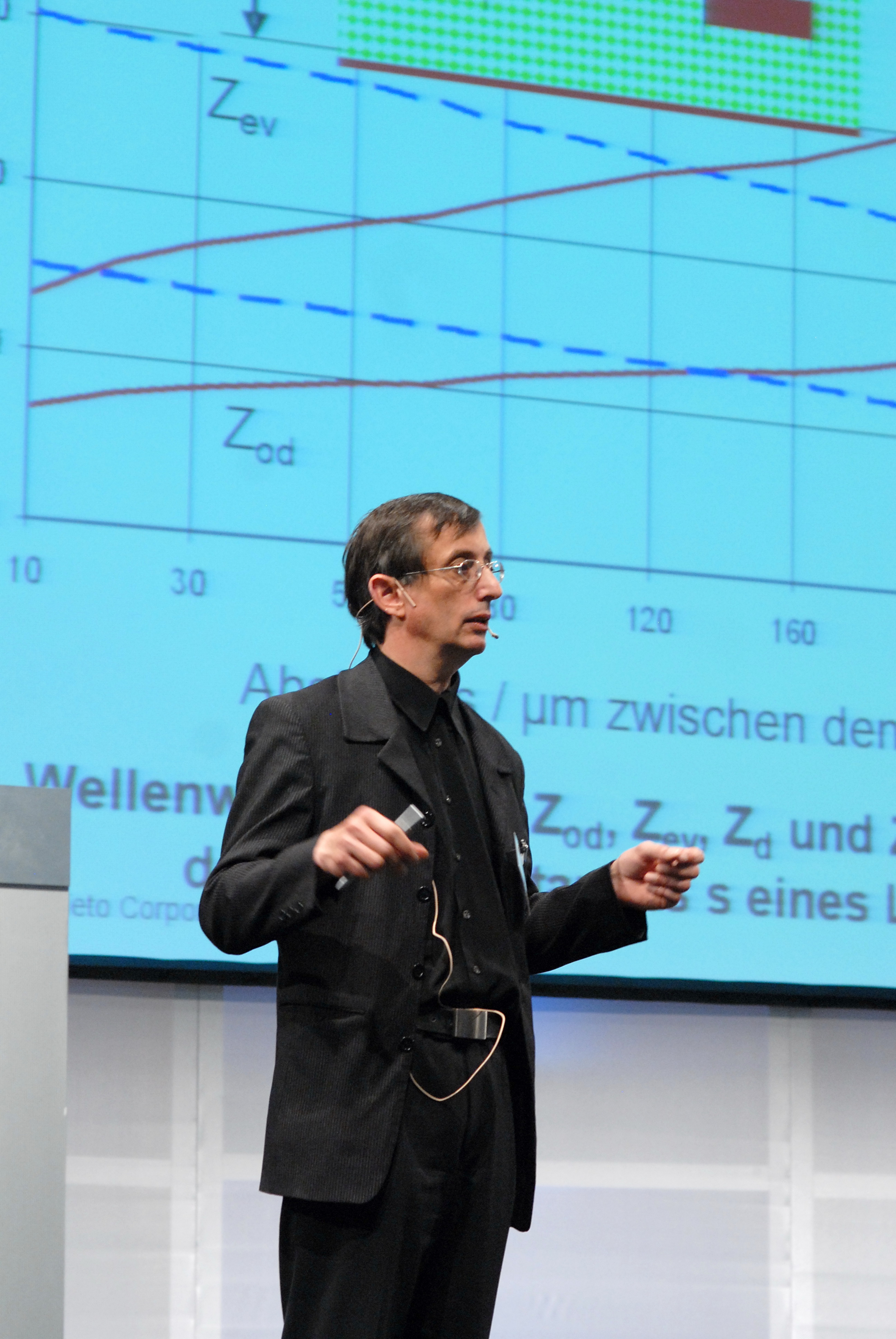
Dr. Helmut Katzier während einer Präsentation (2011); mit freundlicher Genehmigung des Anwenderkongresses Steckverbinder

Vom 1. Juli 2006 bis zum 29. Februar 2012 war er Mitarbeiter der TietoEnator Deutschland GmbH und der Tieto Embedded Systems GmbH. Seit dem 1. März 2012 arbeitet er selbstständig in Entwicklung, Beratung und Schulung.
Seine vielfältigen Tätigkeitsbereiche umfassen Montage- und Verbindungstechnik, insbesondere Leiterplatten-, Steckverbinder- und Hochgeschwindigkeitstransmissionstechnologie. Seit 1997 ist er Dozent und Seminarleiter in mehreren Seminaren an der Technischen Akademie Esslingen, wo er Seminare zur Steckverbinder-Technologie, Leiterplatten-Technologie, Kabel, Hochgeschwindigkeitsdesign von elektronischen Baugruppen und Systemen sowie das Seminar zur EMV-gerechten Geräte- und Systementwicklung leitet. Er ist auch Dozent im Seminar Design von Hochfrequenzschaltungen. Bis 2023 bot er mehr als 300 Seminare an.
Seit 2005 sitzt Helmut Katzier im Fachbeirat des Steckverbinderkongresses.

## Veröffentlichungen
Katzier ist Autor folgender Fachliteratur:
- Streuprobleme bei dielektrischen Leitungsstrukturen mit Verlusten. (Dissertation 1986). 1987 (semanticscholar.org).
- Leiterplattentechnologie: elektrische Eigenschaften von Mehrlagenleiterplatten; mit 33 Tabellen. expert-Verlag, 2010, ISBN 978-3-8169-2919-2 (google.de).
- Elektrische Steckverbinder – Technologien, Anwendungen und Anforderungen. In: Fachbücher Elektronikfertigung. Leuze Verlag, Saulgau 2012, ISBN 978-3-87480-273-4 (leuze-verlag.de).
- Elektrische Kabel und Leitungen – Technologien, Anwendungen und Anforderungen. In: Fachbücher Elektronikfertigung. Leuze Verlag, Saulgau 2015, ISBN 978-3-87480-284-0 (leuze-verlag.de).

Er hat in folgender Fachliteratur mitgewirkt:
- SPICE-Modelle für hochpolige Steckverbinder. In: Günter Knoblauch (Hrsg.): Steckverbinder: Theorie der Kontakte, neue Technologien, Produkte und Management-Konzepte. expert Verlag, 2016, ISBN 978-3-8169-3288-8 (google.de).
- mit Günter Knoblauch et al.: Zukünftige Anforderungen an die Eigenschaften und Verfügbarkeit von Steckverbindern. In: Steckverbinder II. 1. Auflage 2004, 3. Erweiterte Auflage 2006. Expert Verlag (narr.digital).
- Elektrische Eigenschaften von Einpresssteckverbindern. In: Tilman Heinisch (Hrsg.): Einpresstechnik: Entwicklung, Anwendung, Qualifizierung. Leuze Verlag, 2019, ISBN 978-3-87480-350-2 (google.de).